# Alice Cooper Goes to Hell
| Recensione                | Giudizio |
| ------------------------- | -------- |
| Rolling Stone Album Guide | [ 1 ]    |

Alice Cooper Goes to Hell è il nono album in studio di Alice Cooper del 1976.

## Il disco
Il disco è la naturale continuazione del precedente Welcome to My Nightmare, in cui si racconta la storia di un personaggio, Steven, e gli incubi che lo perseguitano. Nell'album si notano degli accenni alla disco music, a cui Alice Cooper per la prima volta si avvicina, genere che esploderà successivamente con La febbre del sabato sera.
Dopo il successo del suo debutto solista con la canzone Only Women Bleed, Alice riprende con questo album le ballate rock. In particolare I Never Cry, canzone che tratta dei problemi alcolici di Alice, problemi che portarono il cantante in riabilitazione; la canzone rappresenta, come egli stesso dichiara, una confessione alcolica.

## Tracce
Tutte le canzoni sono scritte da Alice Cooper, Dick Wagner e Bob Ezrin, eccetto ove diversamente indicato.
1. Go to Hell – 5:15
2. You Gotta Dance – 2:45
3. I'm the Coolest – 3:57
4. Didn't We Meet – 4:16
5. I Never Cry – 3:44 (Cooper, Wagner)
6. Give the Kid a Break – 4:14
7. Guilty – 3:22
8. Wake Me Gently – 5:03
9. Wish You Were Here – 4:36
10. I'm Always Chasing Rainbows – 2:08 (Harry Carroll, Joseph McCarthy)
11. Going Home – 3:47

## Singoli
- 1976: Wish you Were Here
- 1976: I Never Cry

## Formazione
- Alice Cooper - voce
- Dick Wagner - chitarra, voce (tutte tranne traccia 5 e 11)
- Steve Hunter - chitarra
- John Tropea - chitarra nelle tracce 1,2,6,8,9
- Tony Levin - basso in tutte le tracce tranne la 1
- Babbit - basso nella traccia 1
- Allan Schwartzberg - batteria nelle tracce 1,2,4,5,6,7,8,9
- Jim Gordon - batteria nelle tracce 3,10,11
- Bob Ezrin - tastiere, voce nelle tracce 2,3,4,5,6,8,10,11

## Classifica
Album - Billboard 200 (Nord America)
| Anno | Classifica    | Posizione |
| ---- | ------------- | --------- |
| 1976 | Billboard 200 | 27        |